# Ella Fitzgerald
Ella Jane Fitzgerald (Newport News, Virginia, 1917. április 25. – Los Angeles, 1996. június 15.) tizenháromszoros Grammy-díjas amerikai dzsesszénekesnő, szakmájában minden idők egyik legkiemelkedőbb személyisége.
Örökbe fogadott gyermeke: Ray Brown, Jr. (unokaöccse, lánytestvérének törvénytelen fia).

## Élete
Fitzgerald Newport Newsben született, William és Temperance "Tempie" Fitzgerald lányaként.
Szülei nem sokkal Ella születése után elváltak, Ella édesanyjával a New York állambeli Yonkers városba költözött. 1923-ban megszületett Ella féltestvére, Frances Da Silva
Anyja 1932-ben elhunyt szívrohamban. Ezután Ella egyre gyakrabban hiányzott az iskolából, majd elmenekült otthonról.
1934-ben tűnt fel egy harlemi amatőr tehetségkutató versenyen, ahol eredetileg táncosként tervezett indulni, de meggyőzték, hogy inkább énekesként lépjen fel. Ennek nyomán azonnal Chick Webb  zenekarához került, és elindult egyedülálló karrierje. 1935-ben elkészült első lemezfelvétele, a Love and Kisses.
1938-ban jelent meg egyik legnagyobb slágere, az „A-tisket, A-tasket”.
1939-ben Chick Webb halála után átvette a zenekar vezetését, azonban a fiatal énekesnő nem tudta a zenekar vezetésével járó feladatokat ellátni, ezért a zenekar 1941-ben feloszlott. 1941-től különböző zenekarokkal (Ink Spots, Delty Rhythm Boys, Mills Brothers) és énekpartnerekkel lépett fel (Louis Armstrong, Louis Jordan), világ körüli turnékon, fesztiválokon vett részt. Bár ezek a felvételek is sikeresek voltak, az énekesnő újabb nagy sikerei csak a II. világháború után következtek.
1945 után Louis Armstronggal kifejlesztették a scatet, ami értelem nélküli, improvizált szófoszlányok, hangok „érzelmi zörejek" segítségével fejez ki zenei tartalmakat.
Ha énekelek, az érzelmek minden gátlás nélkül törnek elő belőlem, úgy, ahogy abban a pillanatban azzal kapcsolatban érzek, amiről éppen énekelek. Néha a szöveg, néha a zene hoz lázba, és ezt az állapotot igyekszem kifejezni. Nekem ez a scat. Mivel az érzelmeket gyakran már nem tudom szavakba önteni, azok úgy törnek elő belőlem, mint a beszélni nem tudó kisbabákból a sírás.
Jellemzőek és sikeresek voltak az úgynevezett songbook (szó szerint zenekönyv) lemezei, amelyeken egy-egy szerző dalait dolgozta fel (George Gershwin, Cole Porter, Duke Ellington, Irving Berlin, Jerome Kern, Harold Arlen, Johnny Mercer). 
Jelentősége máig nem fakult.
Magyarországon is járt. Először 1968. február 29-én. Az 1970. május 20-i budapesti koncertjéről felvétel is készült az Erkel színházban, de lemezen csak 1999-ben jelent meg „Ella Fitzgerald in Budapest” címmel. Az 1970-es évektől megromló egészségi állapota miatt egyre kevesebbet tudott koncertezni, az 1980-as években többször megoperálták, 1996. június 15-én hunyt el.
Michel Berger francia dalszerző Ella, elle l'a címen dalt írt a tiszteletére, amit a szerző felesége, France Gall adott elő 1987-ben.

## Díjai
- A Down Beat (Amerika Év Dzsesszénekesnője) díja (1937, 1938, 1939)
- Nyolc Grammy-díj (1958 kétszer, 1959 kétszer, 1960, 1962, 1976, 1990)

## Válogatott diszkográfia

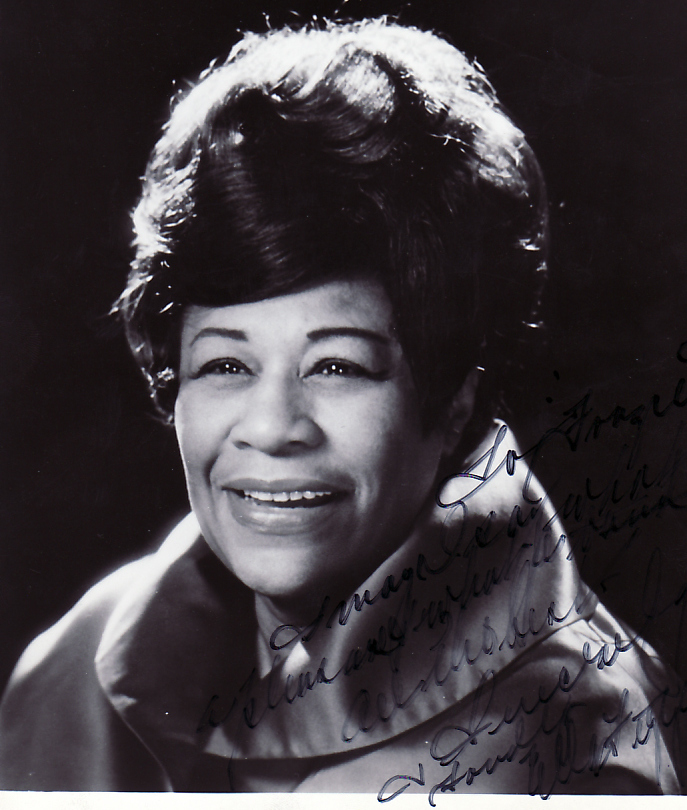
1968-ban

Pályája során rengeteg lemezt adott ki, az elsőket még 78-as fordulatú lemezen, az utolsók már CD-n jelentek meg.
- Pure Ella (1950)
- Songs in a Mellow Mood (1954)
- Sweet and hot (1955)
- Ella and Louis (1956)
- Ella Fitzgerald sings the Cole Porter songbook (1956)
- Ella sings the Rodgers and Hart songbook (1956)
- Ella and Louis again (1957)
- Ella sings the Duke Ellington songbook (1957)
- Ella at the Opera House (1957)
- Like someone in love (1957)
- Porgy and Bess (1957)
- Get Happy! (1959)
- Ella Fitzgerald Sings the George and Ira Gershwin Songbook (1959)
- Ella in Berlin: Mack the knife (1960)
- Hello, Love (1960)
- Ella in Hollywood (1961)

## Slágerlistás dalai
| Év   | Cím                                                                       | Pozíció | Pozíció | Pozíció | Pozíció | Pozíció           | Pozíció    |
| Év   | Cím                                                                       | US      | US AC   | UK      | US R&B  | German Pop Charts | US Country |
| ---- | ------------------------------------------------------------------------- | ------- | ------- | ------- | ------- | ----------------- | ---------- |
| 1936 | "All My Life"(with Teddy Wilson)                                          | 13      |         |         |         |                   |            |
| 1936 | "Sing Me a Swing Song (and Let Me Dance)"(with Chick Webb)                | 18      |         |         |         |                   |            |
| 1936 | "My Melancholy Baby"(with Teddy Wilson)                                   | 6       |         |         |         |                   |            |
| 1936 | "(If You Can't Sing It) You'll Have To Swing It"(with Chick Webb)         | 20      |         |         |         |                   |            |
| 1937 | "Goodnight My Love"(with Benny Goodman)                                   | 1       |         |         |         |                   |            |
| 1937 | "Dedicated to You"(with the Mills Brothers)                               | 19      |         |         |         |                   |            |
| 1937 | "Big Boy Blue"(with the Mills Brothers)                                   | 20      |         |         |         |                   |            |
| 1937 | "If You Ever Should Leave"                                                | 12      |         |         |         |                   |            |
| 1937 | "All Over Nothing At All"                                                 | 20      |         |         |         |                   |            |
| 1938 | "Rock It For Me"(with Chick Webb)                                         | 19      |         |         |         |                   |            |
| 1938 | "I Got a Guy"(with Chick Webb)                                            | 18      |         |         |         |                   |            |
| 1938 | "A-Tisket, A-Tasket"(with Chick Webb)                                     | 1       |         |         |         |                   |            |
| 1938 | "I Found My Yellow Basket"(with Chick Webb)                               | 3       |         |         |         |                   |            |
| 1938 | "Wacky Dust"(with Chick Webb)                                             | 13      |         |         |         |                   |            |
| 1938 | "MacPherson Is Rehearsin' To Swing"(with Chick Webb)                      | 14      |         |         |         |                   |            |
| 1938 | "F.D.R. Jones"(with Chick Webb)                                           | 8       |         |         |         |                   |            |
| 1939 | "Undecided"(with Chick Webb)                                              | 8       |         |         |         |                   |            |
| 1939 | "T'ain't What You Do (It's the Way That You Do It)"(with Chick Webb)      | 19      |         |         |         |                   |            |
| 1939 | "Chew, Chew, Chew (Your Bubble Gum)"(with Chick Webb)                     | 14      |         |         |         |                   |            |
| 1939 | "I Want the Waiter (With the Water)"                                      | 9       |         |         |         |                   |            |
| 1939 | "My Wubba Dolly"                                                          | 16      |         |         |         |                   |            |
| 1940 | "The Starlit Hour"                                                        | 17      |         |         |         |                   |            |
| 1940 | "Sing Song Swing"                                                         | 23      |         |         |         |                   |            |
| 1940 | "Imagination"                                                             | 15      |         |         |         |                   |            |
| 1940 | "Sugar Blues"                                                             | 27      |         |         |         |                   |            |
| 1940 | "Shake Down the Stars"                                                    | 18      |         |         |         |                   |            |
| 1940 | "Five O'Clock Whistle"                                                    | 9       |         |         |         |                   |            |
| 1941 | "Louisville K.Y."                                                         | 23      |         |         |         |                   |            |
| 1941 | "Hello Ma! I Done It Again"                                               | 26      |         |         |         |                   |            |
| 1941 | "The Muffin Man"                                                          | 23      |         |         |         |                   |            |
| 1943 | "My Heart and I Decided"(with the Keys)                                   |         |         |         | 6       |                   |            |
| 1944 | "Cow-Cow Boogie"(with the Ink Spots)                                      | 10      |         |         | 1       |                   |            |
| 1944 | "When My Sugar Walks Down the Street"                                     | 27      |         |         |         |                   | 2          |
| 1944 | "Once Too Often"                                                          | 24      |         |         |         |                   |            |
| 1944 | "I'm Making Believe"(with the Ink Spots)                                  | 1       |         |         | 2       |                   |            |
| 1944 | "Into Each Life Some Rain Must Fall"(with the Ink Spots)                  | 1       |         |         | 1       |                   |            |
| 1945 | "And Her Tears Flowed Like Wine"                                          | 10      |         |         |         |                   |            |
| 1945 | "I'm Beginning To See the Light"(with the Ink Spots)                      | 5       |         |         |         |                   |            |
| 1945 | "It's Only a Paper Moon"                                                  | 9       |         |         | 4       |                   |            |
| 1946 | "The Frim Fram Sauce"(with Louis Armstrong)                               |         |         |         | 4       |                   |            |
| 1946 | "You Won't Be Satisfied (Until You Break My Heart)"(with Louis Armstrong) | 10      |         |         |         |                   |            |
| 1946 | "Stone Cold Dead In the Market (He Had It Coming)"(with Louis Jordan)     | 7       |         |         | 1       |                   |            |
| 1946 | "Petootie Pie"(with Louis Jordan)                                         |         |         |         | 3       |                   |            |
| 1946 | "(I Love You) For Sentimental Reasons"                                    | 8       |         |         |         |                   |            |
| 1947 | "That's My Desire"                                                        | 3       |         |         |         |                   |            |
| 1947 | "Guilty"                                                                  | 11      |         |         |         |                   |            |
| 1948 | "My Happiness"                                                            | 6       |         |         | 8       |                   |            |
| 1948 | "Tea Leaves"                                                              | 24      |         |         |         |                   |            |
| 1948 | "It's Too Soon To Know"                                                   |         |         |         | 6       |                   |            |
| 1949 | "Baby, It's Cold Outside"(with Louis Jordan)                              | 9       |         |         | 6       |                   |            |
| 1950 | "Can Anyone Explain (No, No, No)"(with Louis Armstrong)                   | 30      |         |         |         |                   |            |
| 1950 | "I'll Never Be Free"(with Louis Jordon)                                   |         |         |         | 7       |                   |            |
| 1951 | "Smooth Sailing"                                                          | 23      |         |         | 3       |                   |            |
| 1952 | "Trying"                                                                  | 21      |         |         |         |                   |            |
| 1952 | "Walkin' By the River"                                                    | 29      |         |         |         |                   |            |
| 1953 | "Crying In the Chapel"                                                    | 15      |         |         |         |                   |            |
| 1954 | "Melancholy Me"                                                           | 25      |         |         |         |                   |            |
| 1954 | "I Need"                                                                  | 30      |         |         |         |                   |            |
| 1956 | "A Beautiful Friendship"                                                  | 74      |         |         |         |                   |            |
| 1958 | "The Swinging Shepherd Blues"                                             |         |         | 15      |         |                   |            |
| 1959 | "But Not for Me"                                                          |         |         | 25      |         |                   |            |
| 1960 | "Mack the Knife"                                                          | 27      |         | 19      | 6       |                   |            |
| 1960 | "How High the Moon (Part 1)"                                              | 76      |         | 46      |         |                   |            |
| 1961 | "Mr. Paganini (You'll Have to Swing It)"                                  | 103     | 20      |         |         |                   |            |
| 1962 | "Desafinado (Slightly Out of Tune)"                                       | 102     |         | 38      |         |                   |            |
| 1962 | "Stardust Bossa Nova"                                                     | 129     |         |         |         |                   |            |
| 1963 | "Bill Bailey, Won't You Please Come Home"                                 | 75      |         |         |         |                   |            |
| 1964 | "Hello, Dolly!"                                                           | 125     |         |         |         |                   |            |
| 1964 | "Can't Buy Me Love"                                                       |         |         | 34      |         | 24                |            |
| 1965 | "Ringo Beat"                                                              | 127     |         |         |         |                   |            |
| 1968 | "I Taught Him Everything He Knows"                                        |         | 22      |         |         |                   |            |
| 1969 | "Get Ready"                                                               | 126     |         |         |         |                   |            |